# Руфат Исмаил
Руфат Али оглу Исмаилов (азерб. Rüfət Əli oğlu İsmayılov), известный как Руфат Исмаил (азерб. Rüfət İsmayıl) — азербайджанский модельер, модель, предприниматель и бизнесмен. Руфат Исмаил, официальный посол моды Турции и Азербайджана на международной арене, является основателем текстильной компании «AFFFAIR» и бренда «AFFFAIR». Он первый азербайджанский дизайнер, чьи коллекции были представлены на неделях моды в Дубае, Стамбуле, Тегеране, Париже, Милане, Бейруте, Нью-Йорке, Флоренции и Бухаресте.

## Личная жизнь
Руфат Али оглу Исмаилов родился 2 февраля 1981 года в Баку, столице Азербайджанской ССР, в семье Али Исмаилова и Дильбар Топчубашовой. В 1996—2001 годах окончил факультет международных отношений Азербайджанского высшего дипломатического колледжа, а в 2002—2007 годах — факультет международных отношений Университета Гёте в Германии. Руфат Исмаил также изучал дизайн и моделирование в Школе дизайна Эсмода Вакко в Турции в период с 2013 по 2014 год. Владеет азербайджанским, турецким, русским, немецким, фламандским и английским языками.

## Карьера
Руфат Исмаил переехал в Амстердам, Нидерланды, в возрасте 19 лет и в юном возрасте начал работать с Валентином Юдашкиным, Пако Рабанном и многими другими дизайнерами. Ещё подростком начал работать моделью в домах моды и в 2000 году был удостоен звания «Лучшая модель» Азербайджана. Руфат Исмаил создал мужскую коллекцию «Affair.fff» в Милане в 2014 году. Он является основателем текстильной компании «AFFFAIR» и бренда «AFFFAIR». Руфат Исмаил живёт в Стамбуле, Турция. Он был удостоен звания «Лучший манекен» в Турции. Коллекция Руфата Исмаила также была выставлена в «Pitti Uomo». В 2018 году «Fashion TV» назвал его лучшим дизайнером Европы. Его модные коллекции публиковались в ведущих мировых модных изданиях, в том числе в итальянском журнале «Vogue». В 2019 году он стал первым азербайджанцем, который стал лицом мужского журнала «Men’s Health». В феврале того же года в Нью-Йорке была представлена коллекция дизайнера «Butterfly Effect», а «Affair Khari Bulbul» представила свою цветочную коллекцию на «New York Fashion Week».
В сентябре 2020 года Руфат Исмаил представил свою новую коллекцию с турецкой актрисой Небахат Чехре. В том же году он снялся в сериале «Menajerimi Ara», который транслировался на «Star TV». Осенне-зимняя коллекция бренда «AFFFAIR» 2020—2021 представлена на Неделе моды в Париже. Коллекция Руфата Исмаила продвигалась в цифровом формате на «Fashion Forward Dubai» из-за угрозы пандемия коронавируса. Презентация состоялась 10-15 апреля в Лондоне. В октябре 2021 года он представил в Париже коллекцию высокая мода «Sumax», посвящённую азербайджанским коврам, культуре и победе во Второй карабахской войне. Коллекция «Sumax», реализованная при поддержке Фонда Гейдара Алиева и Госкомитета по делам диаспоры и предпринимательства, включает 21 предмет одежды по мотивам челеби, ханата, налбеки-гюль и другим мотивам азербайджанских ковров.
Среди звёздных клиентов Руфата Исмаила Бейонсе, Джей Ло, Ариана Гранде, Lil’ Kim, Пэрис Хилтон, Дуа Липа, Джордана Хьюстон, Ашанти, Лорен Хореги, Кристина Агилера и другие. В основном он сотрудничает с Айгюн Кязимовой в Азербайджане и шьёт для неё платья. Кроме того, Руфат Исмаил разработал одежду для первого вице-президента Азербайджана Мехрибан Алиевой. Ашанти и Inas X приняли участие в 61-й церемонии вручения премии «Грэмми» в платье от Руфата Исмаила. Он был дизайнером платья представительницы Азербайджана Самиры Эфенди, в котором планируется выступить на сцене Евровидение-2021.